# Al-Kamilijja
Al-Kamilijja (arab. الكاملية) – wieś w Syrii, w muhafazie Hama. W 2004 roku liczyła 532 mieszkańców.